# Обележен за смрт
Обележен за смрт (енгл. Marked for Death) је амерички акциони трилер филм из 1990. године режисера Двајта Х. Литла, са Стивеном Сигалом, Џоаном Пакулом, Китом Дејвидом и Бејзилом Воласом у главним улогама. 
Филм је премијерно је објављен у америчким бископима 5. октобра 1990. године. Укупна зарада од филма износила је 58 милиона $, што га у поређењу са продукцијским буџетом од 12 милиона $, чини и те како успешним у финансијском погледу.  Добио је генерално помешане критике, од стране критичара на Ротен томејтоузу је на основу 11 рецензија оцењен са 27%, што указује на претежно негативне оцене, мада су са друге стране амерички дневни листови Њујорк тајмс и Вашингтон пост окарактерисали Обележен за смрт као још један солидан акциони филм Стивена Сигала.

## Радња
Џон Хачер је некадашњи детектив у одељењу за наркотике, који је напустио полицију након што му је партнер брутално убијен. Џон се враћа у своје родно место и открива да се град налази у канџама опасне јамајканске нарко-банде. Среће се са старим пријатељем, Максом, сада тренером у средњој школи, који му открива да је због дроге изгубио најбољег играча као и свог тринаестогодишњег рођака. Када му се породица нађе у опасности, Џон нема избора и удружује снаге са Максом како би коначно стао на пут банди и њеном вођи.

## Улоге
| Глумац                | Улога                    |
| --------------------- | ------------------------ |
| Стивен Сигал          | Џон Хачер                |
| Џоана Пакула          | професорка Лесли Давалос |
| Кит Дејвид            | Макс Келер               |
| Бејзил Волас          | Зајебани                 |
| Том Рајт              | детектив Чарлс Маркс     |
| Кевин Дан             | агент Сали Росели        |
| Елизабет Грејсен      | Мелиса Хачер             |
| Бет Форд              | Кејт Хачер               |
| Данијела Харис        | Трејси Хачер             |
| Ал Израел             | Тито Барко               |
| Арлен Дин Снајдер     | Дувал                    |
| Виктор Ромеро Еванс   | Неста                    |
| Мајкл Ралф            | Мајмун                   |
| Дани Трехо            | Ектор                    |
| Џефри Андерсон-Гантер | Наго                     |
| Питер Џејсон          | ДЕА директор Пит Стоун   |
| Џими Клиф             | себе                     |